# Kurdistan TV
Kurdistan TV (курд. کوردستان تیڤی) — первый курдоязычный спутниковый телеканал в Иракском Курдистане. Начал вещание 1 января 1999 года. Принадлежит Демократической партии Курдистана. 
Штаб квартира — в Эрбиле.

## История
Телеканал начал вещание 1 января 1999 года. На канале транслируются программы преимущественно на курдском языке. Помимо курдского языка, Kurdistan TV также вещает на арабском и турецком языках.
Европейские офисы телеканала находятся в Нидерландах и Германии.

## Распространение
Телеканал доступен для просмотра со спутника Eutelsat 8 West B, а также посредством потокового мультимедиа и IPTV.